# Pancho Gonzalez (Fußballspieler)
César Héctor González, bekannt als Pancho Gonzalez oder Pancho Gonzales (* 7. Dezember 1926 in Buenos Aires als ; † 5. März 2016 in Nizza), war ein französischer Fußballspieler und -trainer argentinischer Herkunft.

## Spielerkarriere
Gonzalez wuchs in der argentinischen Hauptstadt Buenos Aires auf und begann dort mit dem Fußballspielen. Im Jahr 1951 waren es Talentscouts des französischen Klubs RC Paris, die ihn entdeckten und nach Frankreich holten, doch letztlich unterschrieb er seinen ersten Profivertrag im selben Jahr beim Konkurrenten OGC Nizza; bei Nizza sollte er in der Innenverteidigung Roger Mindonnet ersetzen, der zum FC Nancy gewechselt war. In der Mannschaft avancierte Gonzalez sofort zum Stammspieler und erreichte mit Nizza nicht nur die Verteidigung des nationalen Meistertitels in der ersten Liga, sondern auch den Einzug ins nationale Pokalfinale 1952. Dank eines 5:3-Erfolgs gegen Girondins Bordeaux war der argentinienstämmige Spieler am Gewinn des Doubles aus Meisterschaft und Pokal beteiligt. Im Anschluss daran büßte er bedingt durch die Verpflichtung von Antoine Cuissard seinen Stammplatz ein und musste zugleich einen Absturz seines Vereins in die untere Tabellenhälfte hinnehmen. In der Folgezeit kam es zu mehreren Trainerwechseln, sodass Gonzalez wieder in die erste Elf aufgerückt war, als Nizza 1954 erneut den Pokal gewann.
1955 wechselte mit Luis Carniglia ein argentinischer Mitspieler auf die Trainerbank der Aiglons – als „Jungadler“ werden Mannschaft und Spieler des OGCN bis ins 21. Jahrhundert hinein bezeichnet –, der seinen Landsmann zum Mannschaftskapitän ernannte; in dieser Position führte Gonzalez die Mannschaft im Verlauf der Spielzeit 1955/56 zum Meistertitel. Dieser brachte eine Teilnahme am Europapokal der Landesmeister mit sich und ermöglichte Gonzalez, der nie für eine Nationalelf auflief, sein Debüt auf internationaler Ebene; das Team scheiterte im Viertelfinale am späteren Titelträger Real Madrid. Obwohl der Abgang von Just Fontaine im Jahr 1956 von einer schweren Zeit in der Liga gefolgt wurde, konnte sich der Klub schnell erholen und gewann 1959 ein weiteres Mal die Meisterschaft. Für Gonzalez war es der letzte von drei Titeln, zu denen zwei Pokalsiege kamen. Die Saison 1959/60 war von einem guten Auftritt im Europapokal geprägt, der erneut im Viertelfinale gegen Real Madrid endete, während man in der Liga erst im Mittelfeld stand und in der darauffolgenden Spielzeit gegen den Abstieg kämpfen musste.
Nach zehn Jahren und 296 Erstligapartien mit drei Toren kehrte der damals 34-Jährige Spieler Nizza 1961 den Rücken und unterschrieb beim Zweitligisten FC Nantes, der um den Aufstieg mitspielen wollte. Unter Trainer José Arribas war Gonzalez zwar gesetzt, scheiterte aber 1962 klar am vorgegebenen Ziel. Im selben Jahr verhinderten er und einige Mannschaftskameraden die Entlassung des Trainers, was sich in einem zweiten Tabellenplatz und damit verbundenen Aufstieg im Jahr 1963 auszahlte. Im selben Jahr entschied sich der damals 36-Jährige allerdings für eine Beendigung seiner Laufbahn und kehrte somit nicht in die höchste Spielklasse zurück.
Seinen Spitznamen „Pancho“ erhielt er in Frankreich in Anlehnung an Ricardo „Pancho“ Gonzalez, einen amerikanischen Tennisspieler, der in den frühen 1950er Jahren international erfolgreich und populär war.

## Trainerkarriere
Ein Jahr nach dem Karriereende wurde der Ex-Profi 1964 von seinem früheren Klub OGC Nizza als Trainer verpflichtet, um den Wiederaufstieg in die erste Liga zu erreichen. Dies gelang ihm 1965, worauf zwei Saisons folgten, in denen er mit dem Verein souverän die Klasse hielt. 1968 gelang der Sprung auf Platz zwei und damit die Vizemeisterschaft, die allerdings von einer Saison 1968/69 gefolgt wurde, die den Abstieg für Nizza bedeutete; entsprechend der schlechten Resultate wurde Gonzalez zum Jahreswechsel 1968/69 entlassen.
Er blieb für einige Zeit ohne Arbeit im Fußball, bis er 1972 vom Zweitligisten FC Bourges geholt wurde, um den Klassenerhalt zu sichern. Dies schaffte er und weckte zugleich das Interesse des Erstligisten SCO Angers; dort wurde er 1973 als neuer Trainer vorgestellt. Nach einem vierten Platz am Ende der Spielzeit 1973/74 konnte er im folgenden Jahr den Abstieg nicht verhindern und wurde dementsprechend im Januar 1975 entlassen. 1976 fand er bei Zweitligist FC Rouen Arbeit und führte diesen 1977 in die Erstklassigkeit. Die Verantwortlichen setzten sich mittelfristig den europäischen Wettbewerb als Ziel, doch das Team spielte gegen den Abstieg, weswegen Gonzalez im Oktober 1977 wieder entlassen wurde. Für die Saison 1981/82 übernahm er die Verantwortung bei der zweitklassigen AAJ Blois, konnte diese aber nicht in der Liga halten und verlor infolgedessen auch seinen Job. Von 1985 bis 1986 trainierte er die Nationalspieler der Elfenbeinküste und erreichte bei der Afrikameisterschaft 1986 den dritten Platz; anschließend gab er den Trainerberuf auf und ging erneut zum OGC Nizza, wo er über das Jahr 2000 hinaus trotz seines gehobenen Alters zu den Verantwortlichen des Vereins gehörte.